# Rodulfo Manzo
Rodulfo Manzo Audante (Provincia de Lima, Cañete, distrito de San Luis, Perú, 5 de junio de 1949) es un ex un futbolista peruano. Jugaba en la posición de defensa central.
Fue campeón con Defensor Lima en 1973. Participó en el mundial de Argentina 78. Actualmente tiene 75 años.
Es padre de Ytalo Manzo, ex-arquero y actual asistente técnico.

## Selección Peruana
Rodulfo Manzo fue internacional peruano entre 1972 a 1978, jugando un total de 13 partidos por sus selección nacional.

### Participaciones en Copas del Mundo
| Mundial                        | Sede      | Resultado        |
| ------------------------------ | --------- | ---------------- |
| Copa Mundial de Fútbol de 1978 | Argentina | Cuartos de final |

## Clubes
| Club                | País      | Año       |
| ------------------- | --------- | --------- |
| Defensor Lima       | Perú      | 1968-1976 |
| Deportivo Municipal | Perú      | 1977-1978 |
| Vélez Sarsfield     | Argentina | 1979      |
| Emelec              | Ecuador   | 1980      |
| Deportivo Municipal | Perú      | 1981-1982 |
| Deportivo Táchira   | Venezuela | 1983      |
| Atlético Torino     | Perú      | 1984      |
| Juventud La Palma   | Perú      | 1985-1987 |
| Defensor Rímac      | Perú      | 1990      |

## Palmarés

### Campeonatos nacionales
| Título                 | Club          | País | Año  |
| ---------------------- | ------------- | ---- | ---- |
| Liga Peruana de Fútbol | Defensor Lima | Perú | 1973 |